# 메이데이 퍼레이드
메이데이 퍼레이드(Mayday Parade)는 미국의 록 밴드이다.